# فرناندا فيريرا
فرناندا فيريرا (بالبرتغالية: Fernanda Ferreira) (10 يناير 1980 في البرازيل - ) هي لاعب كرة طائرة شاطئية ولاعبة كرة طائرة برازيلية في مركز ممرر ‏. شاركت في الألعاب الأولمبية الصيفية 2012. ولعبت مع Igtisadchi Baku ‏.

## وصلات خارجية
- فرناندا فيريرا على موقع الاتحاد الأوروبي (الإنجليزية)
- فرناندا فيريرا على موقع عالم الكرة الطائرة (الإنجليزية)
- فرناندا فيريرا على موقع دوري الدرجة الأولى الإيطالي للكرة الطائرة - سيدات (الإيطالية)
- فرناندا فيريرا على موقع اللجنة الأولمبية الدولية (الإنجليزية)
- فرناندا فيريرا على موقع أوليمبيديا (الإنجليزية)
- فرناندا فيريرا على موقع اللجنة الأولمبية البرازيلية (البرتغالية)